# Schloss

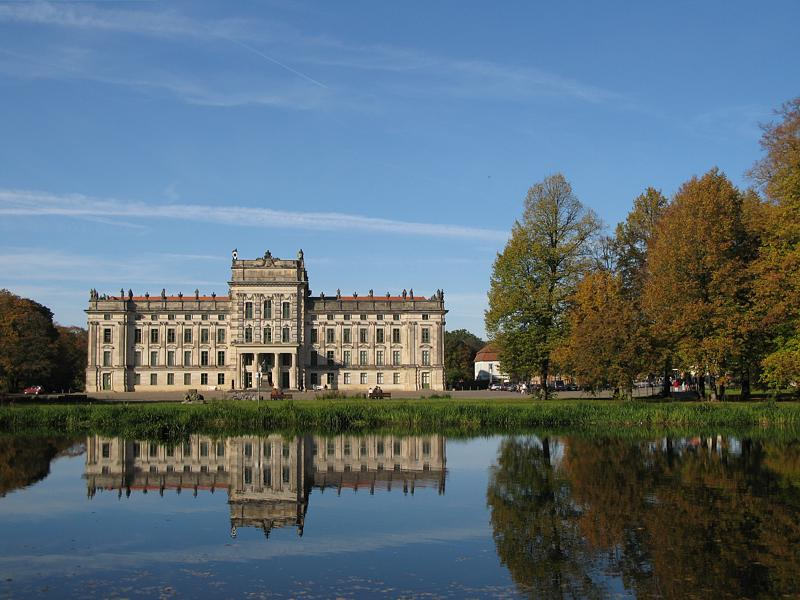
Schloss Ludwigslust, Alemanya

Schloss (en plural schlösser) és una paraula de l'alemany utilitzada per a designar un edifici similar a un château, palau, o manor house; o el que en les illes britàniques es designa com una stately home. La majoria dels schlösser es van bastir després de l'Edat Mitjana com a residència per a la noblesa i no com autèntiques fortaleses, malgrat que alguns de bon principi estaven fortificats; la paraula usual en alemany per un autèntic castell és burg i per a una fortalesa és festung; tanmateix,molts castells s'anomenaven "schloss", i molts es van adaptar a nous usos durant el Renaixement i el Barroc. Com un castell, un schloss sovint estava envoltat per un fossat i aleshores s'anomenava wasserschloss (castell d'aigua). Altres tipus incloïen el stadtschloss (palau de ciutat), el jagdschloss (pavelló de caça) i el lustschloss (residència d'estiu).